# Castelo de Berg
O Castelo de Berg (em luxemburguês: Schlass Bierg; francês: Château de Berg; alemão: Schloss Berg) localiza-se na cidade de Colmar-Berg, no centro de Luxemburgo, perto da confluência dos rios Alzette e Attert, dois dos mais importantes do país. É a principal residência do grão-duque de Luxemburgo.
Embora a propriedade em Colmar-Berg remonte ao ano de 1311, só chegou à posse dos grão-duques de Luxemburgo em 1845, quando o rei Guilherme II dos Países Baixos o adquiriu do barão Claude de Pasquier.

## História
A Revolução Belga havia separado o Luxemburgo dos Países Baixos e dividido o território em dois, minando o controle holandês da fortaleza da cidade do Luxemburgo. O grão-duque Guilherme II pensava em estabelecer uma residência grã-ducal adequada no Luxemburgo, esperando que a divisão do seu tempo entre Haia e o Luxemburgo pudesse apaziguar a população local, predominantemente católica apostólica romana. Com esse fim em vista, o grão-duque comprou a propriedade do Castelo de Berg do barão Pasquier. Em 1848, o edifício foi reconhecido como a casa exclusiva do grão-duque pela constituição recém-promulgada.
Em 1890, a união pessoal entre os Países Baixos e Luxemburgo terminou, e o novo grão-duque, Adolfo, primo da rainha Guilhermina dos Países Baixos, adquiriu o Castelo de Berg no ano seguinte. O castelo tornar-se-ia a residência do seu filho, o grão-duque hereditário Guilherme, e da sua nora, Maria Ana de Bragança. A grã-duquesa Maria Adelaide, nascida no Castelo de Berg em 1894, viria a tornar-se, em 1912, o primeiro monarca luxemburguês a nascer no grão-ducado.
Em 1906, Guilherme IV mandou demolir o velho castelo e construir um novo no seu lugar, desenhado pelo arquiteto sediado em Munique Max Ostenrieder e pelo arquiteto local Pierre Funck-Eydt. As obras do novo edifício começaram em 1907, tendo sido concluídas em 1911. Tornou-se, então, na principal residência da família grã-ducal.
Durante a Grande Depressão, a família grã-ducal passou por um período financeiro difícil. A grã-duquesa Carlota (Charlotte) procurou um acordo com o governo do Luxemburgo, ao abrigo do qual o grão-ducado alienava algumas propriedades pessoais para o governo, permitindo, porém, que a família grã-ducal as usasse como residências oficiais. Em 1934, tal acordo atingiu o Castelo de Berg, juntamente com grande parte da Floresta de Grünewald; as duas propriedades mudaram de proprietários pela quantia de 40 milhões de francos luxemburgueses, dos quais 20 milhões diziam respeito ao castelo; isto foi visto pelo governo como uma subavaliação (tal como o preço de Grünewald), uma vez que tinham avaliado o castelo em 22 milhões.
Durante a Segunda Guerra Mundial, a grã-duquesa Carlota exilou-se com o governo em Londres, sendo o castelo ocupado pela Alemanha Nazi. Neste período, foram roubadas as mais valiosas obras de arte do castelo, sofrendo o próprio edifício importantes alterações para se adaptar ao propósito nazi de reeducar raparigas locais. Após o conflito, o restauro do castelo demorou vários anos, vindo a ser ocupado, somente, em 1964, quando o grão-duque João (Jean) subiu ao trono. Entretanto, a sua família residiu no Castelo de Fischbach, embora este estivesse longe das suas preferências.
O Castelo de Berg é, actualmente, uma das duas propriedades cobertas por acordos semelhantes, sendo a outra o Palácio Grão-ducal, na Cidade do Luxemburgo. O direito dos grão-duques em residir nestes dois palácios está inscrito no Artigo nº 44 da Constituição do Luxemburgo. É habitado, presentemente, pelo grão-duque Henrique (Henri), pela grã-duquesa Maria Teresa e pelos seus filhos.

### Nascimentos no Castelo de Berg
Três dos quatro últimos soberanos do Luxemburgo nasceram no Castelo de Berg. Foram eles:
- a grã-duquesa Maria Adelaide (nasceu em 1894 - reinou entre 1912 e 1919);
- a grã-duquesa Carlota (nasceu em 1896 - reinou entre 1919 e 1964);
- o grão-duque João (nasceu em 1921 - reinou entre 1964 e 2000).

O actual grão-duque, Henrique (Henri), nasceu no Castelo de Betzdorf, na região leste do Luxemburgo.